# Zaynab Dosso
Zaynab Dosso (Man, 12 settembre 1999) è una velocista italiana, campionessa europea indoor dei 60 metri piani ad Apeldoorn 2025 e vicecampionessa mondiale nella stessa specialità a Nanjing 2025. Ha conquistato inoltre un bronzo ai mondiali indoor sui 60 metri piani e due bronzi europei. Detiene i record nazionali dei 60 metri piani, dei 100 metri piani e della staffetta 4×100 metri (insieme a Dalia Kaddari, Anna Bongiorni e Alessia Pavese).

## Biografia
Zaynab Dosso è nata il 12 settembre 1999 a Man, in Costa d'Avorio, dove ha trascorso l'infanzia. Nel 2009, all'età di dieci anni, si è trasferita a Rubiera, in provincia di Reggio Emilia, per ricongiungersi con i genitori arrivati in Italia nel 2002.
Ha iniziato a praticare l'atletica leggera nel 2012, presso la Calcestruzzi Corradini Excelsior di Rubiera. Nel gennaio 2016 ha corso i 60 metri piani in 7"37, risultato non omologabile come migliore prestazione italiana under 18 ma come migliore prestazione di una cittadina straniera in quanto non ancora in possesso della cittadinanza italiana, ottenuta nel maggio dello stesso anno. Ad aprile ha fatto registrare a Modena la seconda prestazione italiana under 18 dei 100 metri piani con il tempo di 11"63, dietro solo all'11"44 di Erica Marchetti stabilito nel 1997. 
Ottenuta la cittadinanza italiana, ha gareggiato agli europei under 18 di Tbilisi 2016 piazzandosi quarta nei 100 metri piani con il tempo di 11"83, ad un centesimo dal podio; nella stessa manifestazione ha conquistato la medaglia di bronzo nella staffetta svedese insieme a Camilla Maestrini, Valeria Simonelli e Letizia Tiso con il tempo di 2'08"99.
L'anno successivo ha partecipato agli Europei under 20 di Grosseto 2017, non riuscendo tuttavia ad accedere alla finale dei 100 metri piani.
Passata nel 2018 al Gruppo Sportivo Fiamme Azzurre, nel 2019 ha conquistato a Bressanone il suo primo titolo di campionessa italiana assoluta dei 100 metri piani con il tempo di 11"47, bissando il titolo l'anno seguente a Padova con il tempo di 11"35. Dal novembre 2021 è allenata da Giorgio Frinolli.
Nel febbraio 2022, ad Ancona, ha vinto il suo primo titolo italiano assoluto indoor dei 60 metri piani stabilendo il nuovo record nazionale della specialità con il tempo di 7"16, che ha migliorato di tre centesimi il precedente primato di Marisa Masullo (7"19) risalente al 1983; in occasione dei mondiali indoor di Belgrado 2022 ha ulteriormente migliorato il proprio record, portandolo a 7"14 in batteria ed eguagliando il precedente primato di 7"16 in semifinale, che non è bastato tuttavia per accedere alla finale.
Nel maggio dello stesso anno ha fatto registrare a Savona la seconda prestazione italiana di sempre dei 100 metri piani con il tempo di 11"19, a soli cinque centesimi dal record detenuto da Manuela Levorato (11"14); un mese dopo, a Rieti, si è laureata per la terza volta campionessa italiana assoluta dei 100 metri piani con il tempo di 11"30, davanti a Vittoria Fontana e Alessia Pavese.
In seguito ha preso parte ai mondiali di Oregon 2022, fermandosi alle semifinali dei 100 metri piani e classificandosi ottava nella staffetta 4×100 metri con il tempo di 42"92, dopo aver stabilito nelle batterie di qualificazione il nuovo record nazionale della specialità con 42"71. Un mese più tardi ha gareggiato agli Europei di Monaco di Baviera 2022, piazzandosi settima nei 100 metri piani con il tempo di 11"37 e conquistando la medaglia di bronzo nella staffetta veloce con il tempo di 42"84, insieme alle connazionali Dalia Kaddari, Anna Bongiorni e Alessia Pavese.
L'anno successivo eguaglia il primato italiano dei 100 metri piani di Manuela Levorato con 11"14. Partecipa poi ai mondiali di Budapest 2023, arrivando nuovamente in semifinale nei 100 metri piani; nelle batterie di qualificazione della staffetta 4x100 metri contribuirà al raggiungimento del nuovo record italiano nella specialità (42"14, sempre insieme a Kaddari, Bongiorni e Pavese) per poi terminare la finale in quarta posizione in 42"49, miglior piazzamento di sempre per una compagine italiana nella competizione. 
Inizia il 2024 a suon di primati nazionali sui 60 metri indoor con 7"09, 7"05 e 7"02; a marzo partecipa ai mondiali indoor di Glasgow, dove conquista la medaglia di bronzo con il crono di 7"05. Il 15 maggio 2024, al meeting di Savona, realizza due volte il nuovo record italiano sui 100 metri piani correndo 11"12 in batteria e 11"02 in finale. Il 9 giugno conquista la medaglia di bronzo sui 100 metri agli europei casalinghi di Roma con il tempo di 11"03, dopo aver peraltro abbassato, nel corso della semifinale, il record nazionale a 11"01.
Il 9 marzo 2025 vince il suo primo titolo internazionale a livello senior, salendo sul gradino più alto del podio nei 60 metri piani agli europei indoor di Apeldoorn con il crono di 7"01 (nuovo record italiano sulla distanza). Il 22 marzo arriva invece seconda nella medesima specialità ai mondiali indoor di Nanchino, alle spalle della svizzera Mujinga Kambundji.

## Record nazionali
Seniores
- 60 metri piani indoor: 7"01 ( Apeldoorn, 9 marzo 2025)
- 100 metri piani: 11"01 ( Roma, 9 giugno 2024)
- Staffetta 4×100 metri: 42"14 ( Budapest, 25 agosto 2023) (Zaynab Dosso, Dalia Kaddari, Anna Bongiorni, Alessia Pavese)

Promesse (under 23)
- Staffetta 4×100 metri: 43"65 ( Tallinn, 11 luglio 2021) (Aurora Berton, Giorgia Bellinazzi, Chiara Melon, Zaynab Dosso)

## Progressione

### 60 metri piani indoor
| Stagione | Tempo | Luogo      | Data       | Rank. Mond. |
| -------- | ----- | ---------- | ---------- | ----------- |
| 2024/25  | 7"01  | Apeldoorn  | 9-3-2025   |             |
| 2023/24  | 7"02  | Toruń      | 6-2-2024   |             |
| 2022/23  | 7"14  | Łódź       | 4-2-2023   |             |
| 2021/22  | 7"14  | Belgrado   | 18-3-2022  |             |
| 2019/20  | 7"37  | Ancona     | 25-1-2020  |             |
| 2018/19  | 7"38  | Magglingen | 26-1-2019  |             |
| 2017/18  | 7"36  | Ancona     | 3-2-2018   |             |
| 2016/17  | 7"43  | Ancona     | 19-2-2017  |             |
| 2015/16  | 7"37  | Modena     | 9-1-2016   |             |
| 2014/15  | 7"38  | Modena     | 1-3-2015   |             |
| 2013/14  | 7"64  | Modena     | 14-12-2013 |             |
| 2012/13  | 7"87  | Modena     | 10-3-2013  |             |

### 100 metri piani
| Stagione | Tempo | Luogo          | Data      | Rank. Mond. |
| -------- | ----- | -------------- | --------- | ----------- |
| 2025     | 11"07 | Foligno        | 11-7-2025 |             |
| 2024     | 11"01 | Roma           | 9-6-2024  |             |
| 2023     | 11"14 | Budapest       | 20-8-2023 |             |
| 2022     | 11"19 | Savona         | 18-5-2022 | 88ª         |
| 2021     | 11"53 | Rieti          | 29-5-2021 | 344ª        |
| 2020     | 11"43 | Chaux-de-Fonds | 15-8-2020 | 69ª         |
| 2019     | 11"44 | Chaux-de-Fonds | 30-6-2019 | 205ª        |
| 2018     | 11"71 | Rieti          | 7-7-2018  | 616ª        |
| 2017     | 11"82 | Orvieto        | 28-5-2017 | 888ª        |
| 2016     | 11"63 | Modena         | 25-4-2016 | 433ª        |
| 2015     | 11"75 | Milano         | 19-6-2015 | 612ª        |

## Palmarès
| Anno | Manifestazione  | Sede      | Evento      | Risultato  | Prestazione | Note   |
| ---- | --------------- | --------- | ----------- | ---------- | ----------- | ------ |
| 2016 | Europei U18     | Tbilisi   | 100 m piani | 4ª         | 11"83       |        |
| 2016 | Europei U18     | Tbilisi   | Svedese     | Bronzo     | 2'08"99     |        |
| 2016 | Mondiali U20    | Bydgoszcz | 4×100 m     | Batteria   | 45"50       |        |
| 2017 | Europei U20     | Grosseto  | 100 m piani | Semifinale | 11"99       |        |
| 2017 | Europei U20     | Grosseto  | 4×100 m     | Batteria   | 45"11       |        |
| 2019 | Europei U23     | Gävle     | 100 m piani | Batteria   | 12"12       |        |
| 2019 | Europei U23     | Gävle     | 4×100 m     | 7ª         | 45"29       |        |
| 2021 | Europei U23     | Tallinn   | 100 m piani | Semifinale | 11"57       |        |
| 2021 | Europei U23     | Tallinn   | 4×100 m     | Finale     | dq          |        |
| 2022 | Mondiali indoor | Belgrado  | 60 m piani  | Semifinale | 7"16        | [ 7 ]  |
| 2022 | Mondiali        | Eugene    | 100 m piani | Semifinale | 11"28       | [ 8 ]  |
| 2022 | Mondiali        | Eugene    | 4×100 m     | 8ª         | 42"92       | [ 9 ]  |
| 2022 | Europei         | Monaco    | 100 m piani | 7ª         | 11"37       | [ 10 ] |
| 2022 | Europei         | Monaco    | 4×100 m     | Bronzo     | 42"84       |        |
| 2023 | Giochi europei  | Chorzów   | 100 m piani | 12ª        | 11"45       | [ 11 ] |
| 2023 | Giochi europei  | Chorzów   | A squadre   | Oro        | 426,5 p.    | [ 11 ] |
| 2023 | Mondiali        | Budapest  | 100 m piani | Semifinale | 11"19       | [ 12 ] |
| 2023 | Mondiali        | Budapest  | 4×100 m     | 4ª         | 42"49       | [ 13 ] |
| 2024 | Mondiali indoor | Glasgow   | 60 m piani  | Bronzo     | 7"05        |        |
| 2024 | World Relays    | Nassau    | 4×100 m     | Batteria   | 43"08       |        |
| 2024 | Europei         | Roma      | 100 m piani | Bronzo     | 11"03       | [ 14 ] |
| 2024 | Giochi olimpici | Parigi    | 100 m piani | Semifinale | 11"34       |        |
| 2024 | Giochi olimpici | Parigi    | 4×100 m     | Batteria   | 43"03       |        |
| 2025 | Europei indoor  | Apeldoorn | 60 m piani  | Oro        | 7"01        | [ 15 ] |
| 2025 | Mondiali indoor | Nanchino  | 60 m piani  | Argento    | 7"06        |        |

## Campionati nazionali
- 6 volte campionessa nazionale assoluta dei 100 m piani (2019, 2020, 2022, 2023, 2024, 2025)
- 3 volte campionessa nazionale assoluta indoor dei 60 m piani (2022, 2024, 2025)

2015
- Oro ai campionati italiani allievi indoor (Ancona), 60 m piani - 7"50
- 4ª ai campionati italiani assoluti indoor (Padova), 60 m piani - 7"44
- Oro ai campionati italiani allievi (Milano), 100 m piani - 11"75
- 7ª ai campionati italiani assoluti (Torino), 100 m piani - 11"94

2016
- Oro ai campionati italiani allievi indoor (Ancona), 60 m piani - 7"45
- Oro ai campionati italiani allievi indoor (Ancona), 200 m piani - 24"49
- 4ª ai campionati italiani assoluti indoor (Ancona), 60 m piani - 7"48
- Oro ai campionati italiani allievi (Jesolo), 100 m piani - 12"03
- Argento ai campionati italiani allievi (Jesolo), 200 m piani - 25"67

2017
- Oro ai campionati italiani U20 indoor (Ancona), 60 m piani - 7"50
- Argento ai campionati italiani U20 indoor (Ancona), 200 m piani - 24"01
- 5ª ai campionati italiani assoluti (Ancona), 60 m piani - 7"48
- Oro ai campionati italiani U20 (Firenze), 100 m piani - 12"00
- eliminata in batteria ai campionati italiani U20 (Firenze), 200 m piani - 24"63

2018
- Oro ai campionati italiani U20 indoor (Ancona), 60 m piani - 7"36
- Oro ai campionati italiani U20 indoor (Ancona), 200 m piani - 24"20
- 5ª ai campionati italiani assoluti indoor (Ancona), 60 m piani - 7"40
- 4ª ai campionati italiani assoluti (Pescara), 100 m piani - 11"79

2019
- Argento ai campionati italiani U23 indoor (Ancona), 60 m piani - 7"54
- 4ª ai campionati italiani assoluti indoor (Ancona), 60 m piani - 7"39
- Oro ai campionati italiani U23 (Rieti), 100 m piani - 11"74
- Oro ai campionati italiani assoluti (Bressanone), 100 m piani - 11"47

2020
- Oro ai campionati italiani assoluti (Padova), 100 m piani - 11"35 w

2021
- 4ª ai campionati italiani assoluti (Rovereto), 100 m piani - 11"55

2022
- Oro ai campionati italiani assoluti indoor (Ancona), 60 m piani - 7"16
- Oro ai campionati italiani assoluti (Rieti), 100 m piani - 11"30

2023
- Oro ai campionati italiani assoluti (Molfetta), 100 m piani - 11"28

2024
- Oro ai campionati italiani assoluti indoor, 60 m piani - 7"06
- Oro ai campionati italiani assoluti (La Spezia), 100 m piani - 11"20
- Argento ai campionati italiani assoluti (La Spezia), 200 m piani - 23"17

2025
- Oro ai campionati italiani assoluti indoor, 60 m piani - 7"07
- Oro ai campionati italiani assoluti (Caorle), 100 m piani - 11"13

## Altre competizioni internazionali
2019
- 5ª nella Super League degli Europei a squadre ( Bydgoszcz), 100 m piani - 11"70
- 5ª nella Super League degli Europei a squadre ( Bydgoszcz), 4×100 m - 44"20

2023
- Campionati europei a squadre di atletica leggera ( Chorzów)

2024
- 4ª al Bauhaus-Galan ( Stoccolma), 100 m piani - 11"23
- Oro al Meeting Internazionale di Savona ( Savona), 100 m piani - 11"02

2025
- Campionati europei a squadre di atletica leggera ( Madrid)
- 5ª ai Campionati europei a squadre di atletica leggera ( Madrid), 100 m piani - 11"22
- 4ª ai Campionati europei a squadre di atletica leggera ( Madrid), 4x100 m - 42"58
- 8ª ai Bislett Games ( Oslo), 100 m piani - 11"26
- 8ª al Bauhaus-Galan ( Stoccolma), 100 m piani - 11"26